# Ömer Asan
Ömer Asan (né le 28 mai 1961 à Trabzon) est un écrivain, historien et photographe turc.

## Biographie
En 2002, à la suite de la publication de son livre La Culture du Pont, Ömer Asan fut accusé de trahison, d'insulte à la mémoire d'Atatürk, de vouloir le démembrement de la Turquie ou d'y réintroduire le christianisme et l'hellénisme. Il fut déféré devant les tribunaux et finalement acquitté en 2003.

## Prix
- Prix Abdi İpekçi

## Publications (sélection)
- (tr) 1996 : Pontos Kültürü (La culture du Pont)  (ISBN 975-344-220-3)

## Référence
- (en) Cet article est partiellement ou en totalité issu de l’article de Wikipédia en anglais intitulé « Ömer Asan » (voir la liste des auteurs).